# NGC 6197
NGC 6197 este o liner situată în constelația Hercule. A fost descoperită în 9 iulie 1864 de către Albert Marth. Se află la o distanță de 137,66 de megaparseci de Pământ.